# Paleohaimatus
Paleohaimatus calabresi
Genre
Espèce
Paleohaimatus est un genre fossile de  protistes parasites apicomplexés découvert dans des globules rouges de mammifères ingérés par une tique du genre Amblyomma.
Une seule espèce est rattachée au genre : Paleohaimatus calabresi, décrite par George Poinar en 2017.

## Présentation
Cette tique fossile a été préservée dans de l'ambre de la République dominicaine, datée peu précisément entre environ 45 et 15 Ma (millions d'années), soit entre l'Éocène moyen et le Miocène inférieur.

## Amblyomma, l'hôte
La tique fossile découverte appartient au genre Amblyomma. Ce genre est le troisième plus important dans la famille des Ixodidae, principalement présente dans les zones chaudes de tous les continents. De très nombreuses espèces d'Amblyomma sont connues.
La tique découverte a été piégée dans de l'ambre de la République dominicaine. Elle mesure 2,5 millimètres de long.
Cette nymphe replète (gonflée) contient dans son hémocœle et son intestin, et présente autour de son corps, des globules rouges, également piégés dans l'ambre ; ils sont caractéristiques d'un mammifère qui devait être son hôte.

## Description
Les protistes de l'espèce Paleohaimatus calabresi ont été découverts à l’intérieur de ces globules rouges.
Ils ont une forme d'anneau, ressemblant à une « chevalière », d'un diamètre de 1,3 à 4,7 μm (micromètres) selon leurs différents stades de développement.
C'est la première description d'un parasite pathogène fossile de type Babesia, connu pour son rôle dans la transmission de la babésiose ou piroplasmose.

## Paléoécologie
Ces parasites ont apparemment évolué au côté des mammifères et, en particulier, des primates.
La tique fossile présente par ailleurs deux petits trous dans son corps, comme si elle venait d'être arrachée de l'animal dont elle se nourrissait avant de tomber et de s'engluer dans de la sève d'un arbre, Hymenaea protera, sève qui se transformera en ambre en séchant et se fossilisant. Pour George Poinar cette hypothèse serait compatible avec un comportement de toilettage de singes.